# الوداع يا سيد تشيبس (فلم)
الوداع يا سيد تشيبس (بالإنجليزية: Goodbye, Mr. Chips) هو فيلم رومانسي تم إنتاجه في المملكة المتحدة وصدر في سنة 1939، وهو مقتبس من الرواية الإنجليزية الوداع يا سيد تشيبس

## ترشيحات وجوائز
| السنة | الحدث | الفئة            | النتيجة  |
| ----- | ----- | ---------------- | -------- |
|       |       | أوسكار أحسن ممثل | فـــــوز |

## الميزانية والإيرادات
بلغت تكلفة إنتاج الفيلم حوالي 1,051,000 دولار بينما حقق أرباحا تقدر بـ 3,252,000 دولار.

## وصلات خارجية
- مقالات تستعمل روابط فنية بلا صلة مع ويكي بيانات

1. ↑  Movies made in the Midlands, accessed March 2011 نسخة محفوظة 28 مارس 2012 على موقع واي باك مشين.
2. ↑  "The 12th Academy Awards (1940) Nominees and Winners". oscars.org. مؤرشف من الأصل في 2018-07-02. اطلع عليه بتاريخ 2011-08-11.
3. ↑  "Repton Schoolboys To Take Part In Film". Arts and Entertainment. The Times. London. ع. 48078. 20 أغسطس 1938. p. 8.